# احمد مراتب
احمد مراتب (زاده ۱ شهریور ۱۳۳۱ – درگذشته ۴ آذر ۱۴۰۳) معروف به درةالتاج اصفهانی مناجات‌خوان، ردیف‌دان و خواننده آئینی اهل ایران بود.

## زندگی‌نامه
سید احمد مراتب متخلص به (درةالتاج) روزِ اولِ شهریور ماهِ ۱۳۳۱ هجریِ شمسی در شهرِ اصفهان ودر خانواده‌ای متوسط پا به عرصهٔ وجود نهاد. پدر و پدر بزرگ و عموی او از صدای خوشی برخوردار و از خوانندگانِ مذهبیِ صاحب نام بودند و از این حیث صدای خوش در خانوادهٔ ایشان موروثی بوده است. مراتب درکودکی شنیده‌های خود در مجالسِ مذهبی را با لحنی زیبا می‌خواند و در مدرسه نیز به هنگامِ تلاوتِ قرآن در صبح‌گاه صدای او موردِ توجهِ مدیرِ مدرسه که از قضا مدیرِ آن هنرمندی شایسته وخوش صدا وآگاه به موسیقی بود قرار می‌گرفت وبسیاری از نکاتِ آوازی وگوشه‌های موسیقی را نزد وی فرا گرفت و پس از مدتی با تشویق و ترغیبِ دکترحسین آذر (از دوستانِ استاد تاج) و با معرفیِ ایشان در ۱۲ سالگی (مهرِ ۱۳۴۳) به محضرِ استاد جلال تاج‌اصفهانی راه یافت و مدتِ ۱۸ سال تا آخرین لحظاتِ حیاتِ استاد (آذرِ۱۳۶۰) از محضرِ ایشان بهره‌مند و همزمان از محضرِ اساتیدِ بزرگی همچون استاد حسن کسائی، استاد جلیل شهناز، استاد حسین یاوری، استاد علی ساغری و… و در زمینهٔ شعر و ادبیات از محضرِ بزرگانی چون استاد محمدرضا شمشیری (شکیب اصفهانی)، استاد محمدحسین صغیراصفهانی، استاد علی مشفقی (معلم)، استاد فضل‌الله ضیاءنور، استاد عباسعلی موزون، استاد عبدالکریم بصیر، استاد جلال‌الدین همایی، استاد محمدحسین شاکر، استاد منوچهر قدسی و… کسبِ فیض کرد. مراتب در سنِ ۱۴ سالگی همکاریِ خود را با رادیو اصفهان، در برنامه‌های مختلف و در قالبِ آوازهای اصیل به مناسبتِ ایام واعیاد مذهبی علی‌الخصوص در شب‌های ماهِ مبارکِ رمضان آغاز کرد. همچنین با دعوت از طرفِ وزارتِ اوقافِ کشور در سالِ ۱۳۵۲ به زیارتِ خانهٔ خدا مشرف شد و تا سالِ ۱۳۵۷ در این مراسم حضور داشت.
ایشان همزمان با برگزاریِ جشن‌های فرهنگ و هنرِ شیراز (۱۳۵۴) در دو دوره به اجرای برنامه پرداخت و در همان سال به استخدامِ وزارتِ فرهنگ و هنر درآمد و در مرکزِ حفظ و اشاعهٔ موسیقی از محضرِ استادانی همچون فرامرز پایور، عبدالله دوامی، محمود کریمی و… کسبِ فیض کرد و همزمان در تهران به رادیو ایران واقع در میدانِ ارگ راه یافت و در برنامه‌های مذهبیِ رادیو و تلویزیونِ ملیِ ایرانِ شرکت کرد و با همکاریِ اساتیدِ به نامِ آواهای مذهبی همچون استاد سیدجواد ذبیحی، استاد علی بهاری، استاد محمد احمدیان و… به اجرای برنامه پرداخت.
مراتب همچنین در زمینهٔ عرفانِ شیعی و علومِ دینی از محضرِ علما واساتیدِ بزرگی همچون حضرت آیت‌الله‌العظمی سیدعلی فانی، آیت‌الله سیدعلی ابطحی، آیت‌الله سیدحسن مدرس، آیت‌الله شیخ‌ابوالقاسم انصاری وبسیاری دیگر کسبِ فیض کرده است.

## فعالیت‌ها
استاد احمد مراتب پس از انقلابِ ۱۳۵۷ و به ویژه پس از درگذشتِ استاد جلال تاج‌اصفهانی در زمینه‌های مختلفِ فرهنگی و هنری مشغول به فعالیت شده است و تا کنون در راهِ اعتلای موسیقی و ادبِ این سرزمین از هیچ تلاشی فروگذاری نکرده است.
فعالیت‌ها:
۱- مؤسس و مدیرِ مسئولِ آموزشگاهِ موسیقیِ تاج اصفهانی(۱۳۷۹)
۲- عضوهیئت مدیره و کارشناسِ موسیقیِ انجمنِ تعزیهٔ استان اصفهان از طرفِ ادارهٔ فرهنگ وارشادِ اسلامی در ۳ دوره (۱۳۸۰–۱۳۹۰)

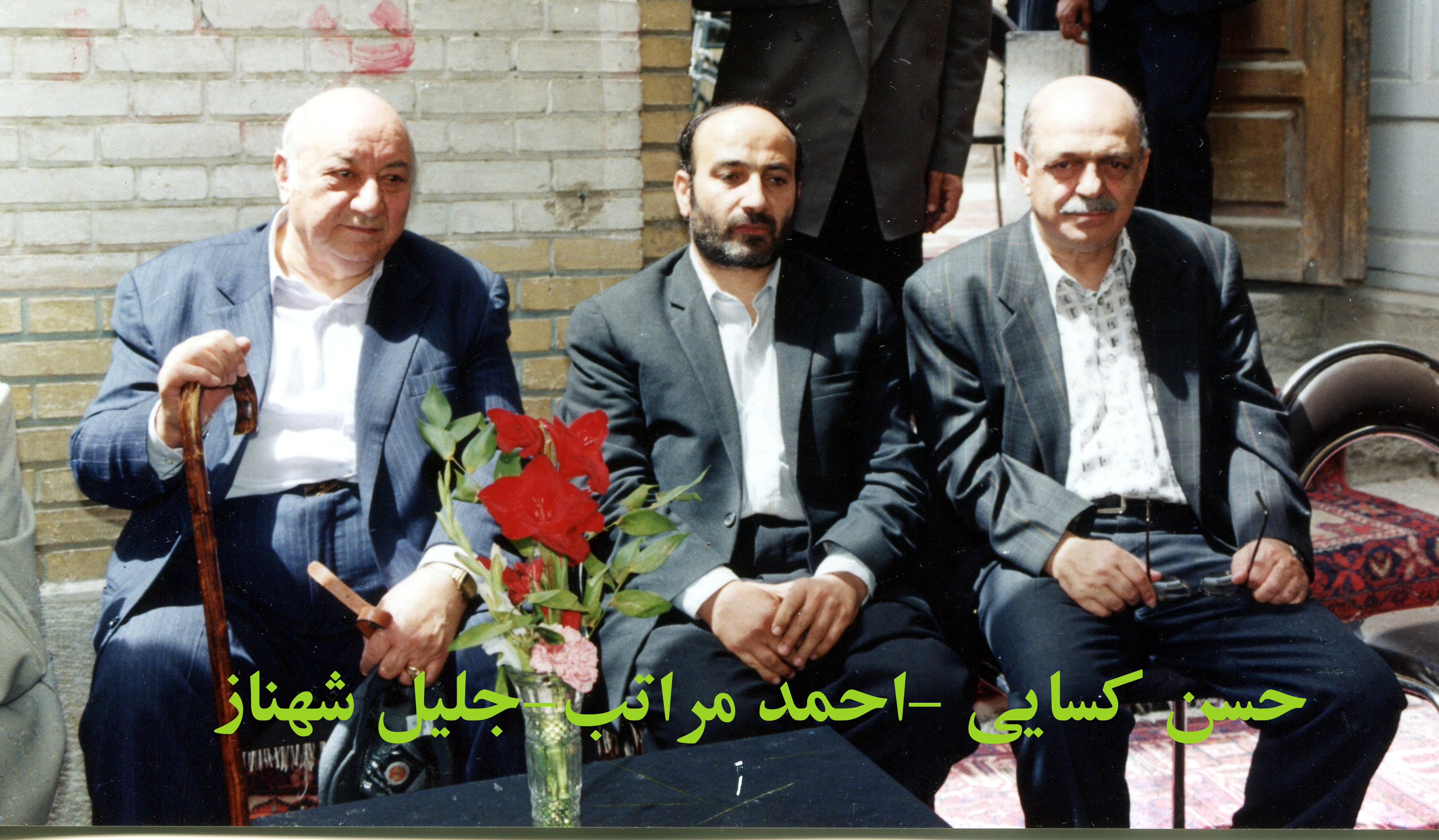
حسن کسائی، احمد مراتب، جلیل شهناز

۳- مدرس و کارشناسِ موسیقی درسازمانِ فرهنگی و هنریِ شهرداریِ اصفهان (۱۳۸۳)
۴- عضویت در انجمنِ موسیقیِ اصفهان-(۱۳۸۳)
۵- مشاورِ فنیِ موسیقیِ ادارهٔ کلِ فرهنگ و ارشادِ استانِ اصفهان(۱۳۸۵)
1. عضویت در خانهٔ موسیقیِ ایران
2. عضویت در انجمن‌های ادبیِ استان
3. مدیر عاملِ انجمنِ تعزیه و شبیه‌خوانانِ استانِ اصفهان.

## نمونه اشعار
مراتب در طولِ سال‌ها همنشینی و اُنس و الفت با اهالیِ شعر و ادب و موسیقی همواره سعی کرده است تا بر معلومات و آموزه‌های خویش بیافزاید و از این حیث می‌توان او را در زمرهٔ دانش‌آموختگانِ عالیِ مکتبِ شعر و موسیقیِ اصفهان دانست.
ایشان در طولِ سال‌ها الفت و دوستی با اهالیِ ادب توانسته است علاوه بر فراگیریِ ادبیاتِ فارسی خود نیز اشعارِ بسیاری را بسراید؛ که بسیاری از آن‌ها علاوه بر مطبوعات در بسیاری از تذکره‌های شعرِ فارسی به چاپ رسیده است.

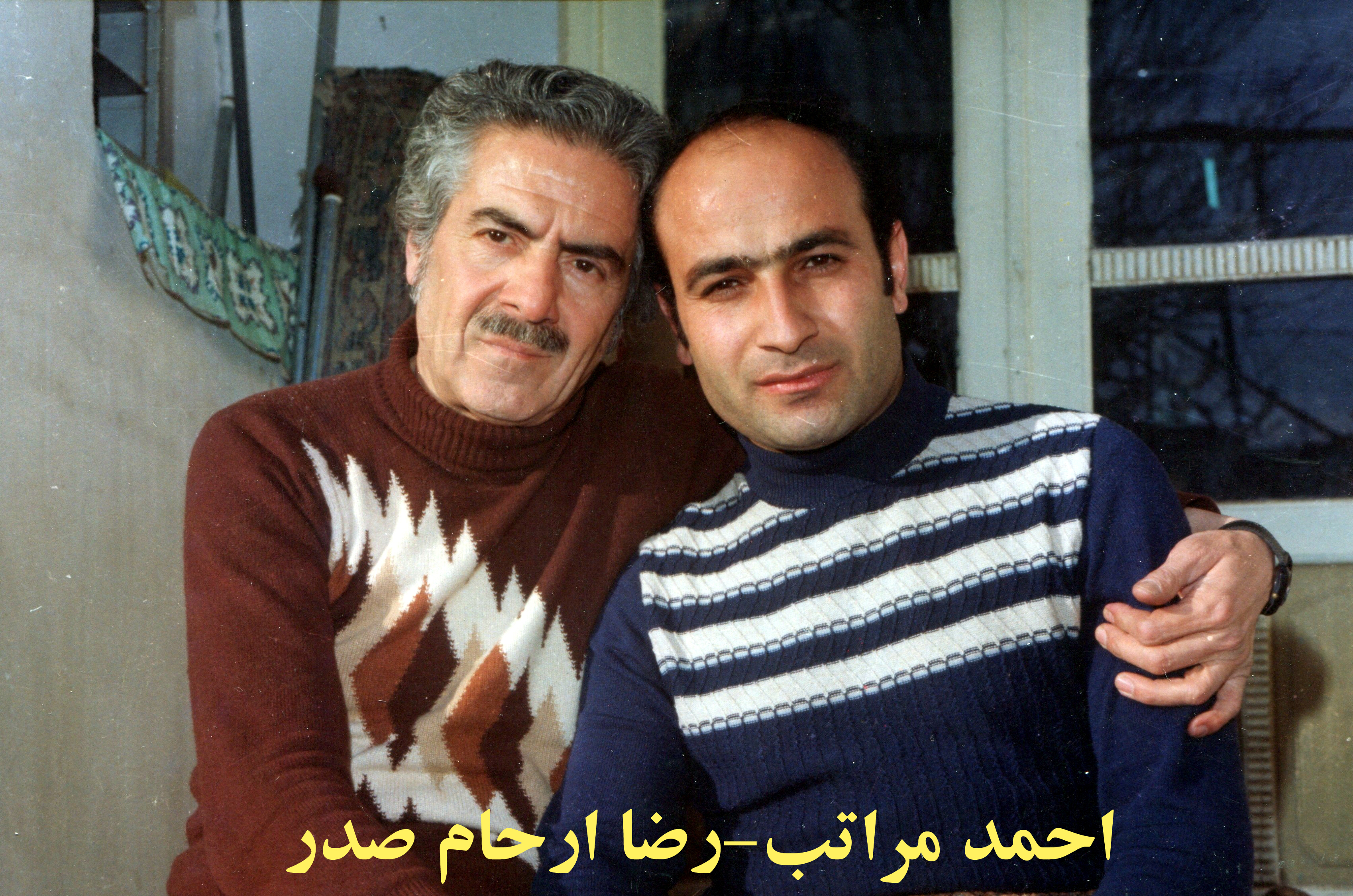
احمد مراتب و رضا ارحام‌صدر

جانِ جهان، روحِ روان، آن قدرتِ والا توئی
با چشمِ جان بینم عیان، پنهان توئی، پیدا توئی

ای مونسِ شب‌های من، وی شاهدِ زیبای من

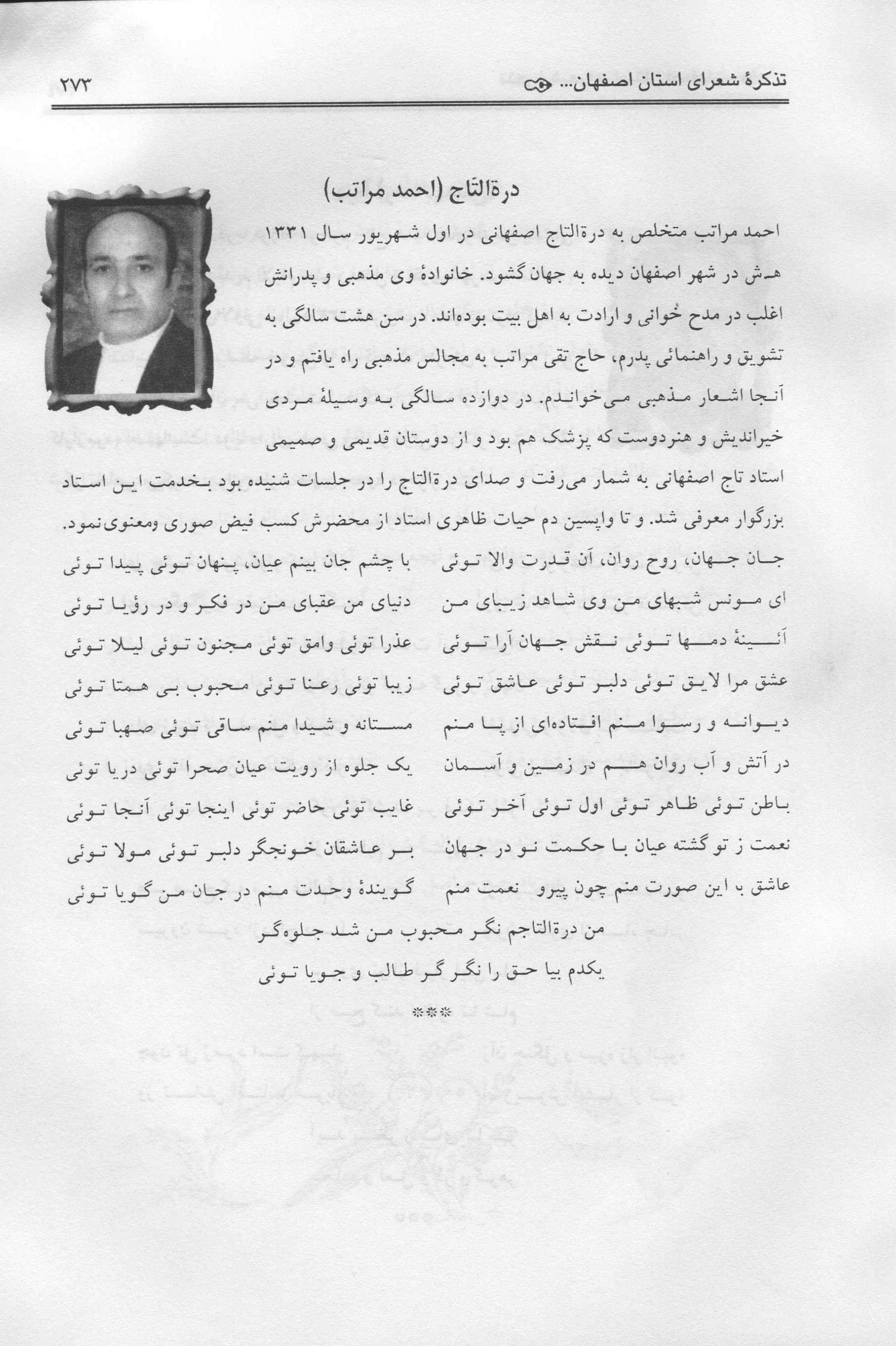
تذکرهٔ شعرای استانِ اصفهان از قرنِ پنجم تا عصرِ حاضر به اهتمامِ مصطفی هادوی

دنیای من عقبای من، در فکر و در رؤیا توئی
آئینهٔ دَم‌ها توئی، نقشِ جهان‌آرا توئی
عذرا توئی، وامق توئی، مجنون توئی، لیلا توئی
عشقِ مرا لایق توئی، دلبر توئی، عاشق توئی
زیبا توئی، رعنا توئی، محبوبِ بی‌همت توئی
دیوانه و رسوا منم، افتاده‌ای از پا منم
مستانه و شیدا منم، ساقی توئی، صهبا توئی
در آتش و آبِ روان، هم در زمین و آسمان
یک جلوه از رویت عیان، صحرا توئی، دریا توئی
باطن توئی، ظاهر توئی، اول توئی، آخر توئی
غایب توئی، حاضر توئی، این‌جا توئی، آن‌جا توئی
نعمت ز تو گشته عیان با حکمتِ نو در جهان
بر عاشقانِ خون‌جگر، دلبر توئی، مولا توئی
عاشق به این صورت منم، چون پیروِ نعمت منم
گویندهٔ وحدت منم، در جانِ من گویا توئی
من درةالتاجم نگر، محبوبِ من شد جلوه‌گر
یک‌دَم بیا حق را نگر، گر طالب و جویا توئی.

## آثار منتشر شده و اجراهای خصوصی
۱-آثارِ صوتی در قالبِ آوازهای اصیلِ موجود در آرشیوِ صدا و سیما (۱۳۵۲–۱۳۵۶)

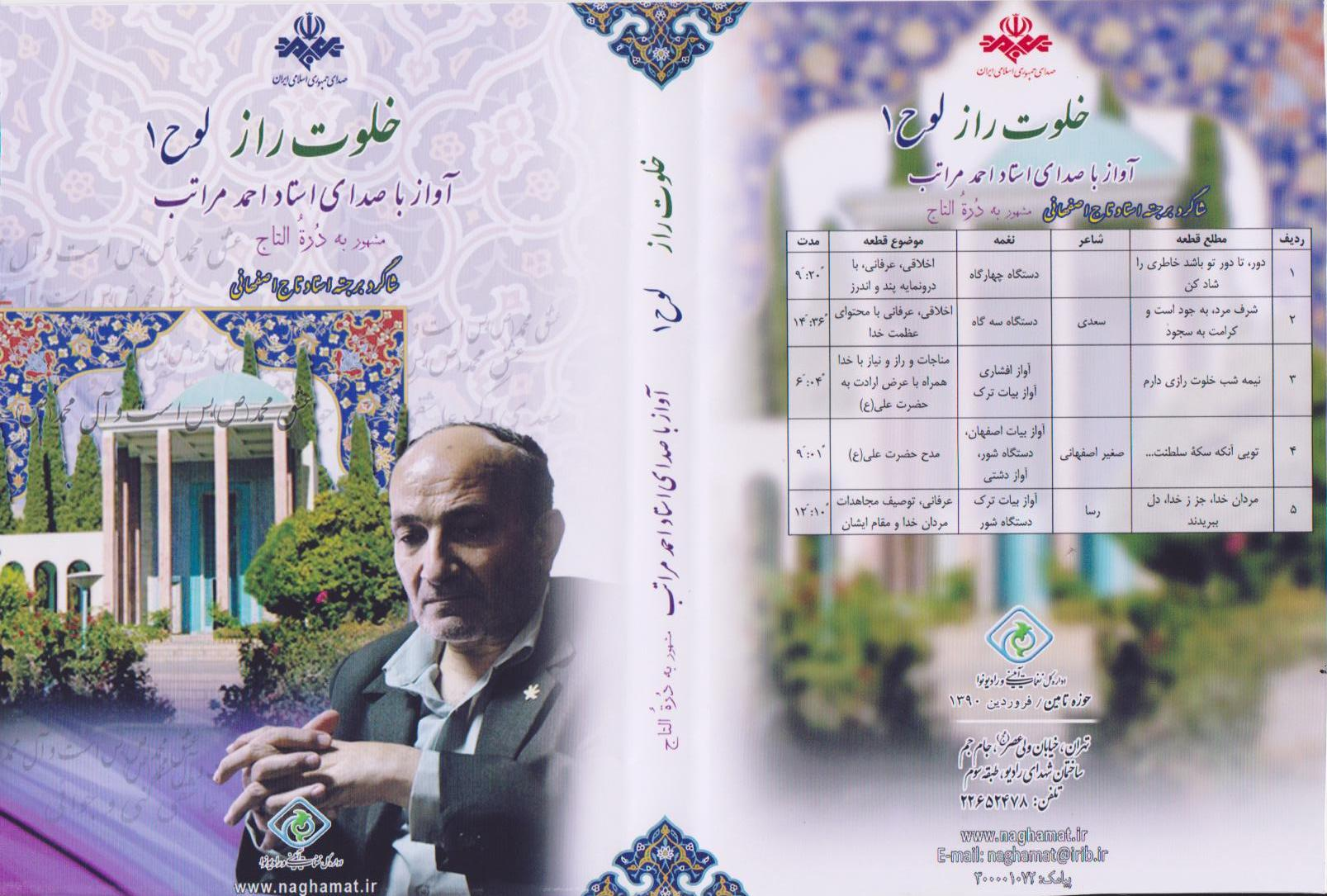
آلبومِ خلوتِ راز

۲- آثارِ متعددِ صوتی با همکاریِ اساتید حسن کسائی، جلیل شهناز، محمدرضا لطفی، حسین یاوری، حسین سروری، سیروس ساغری و…

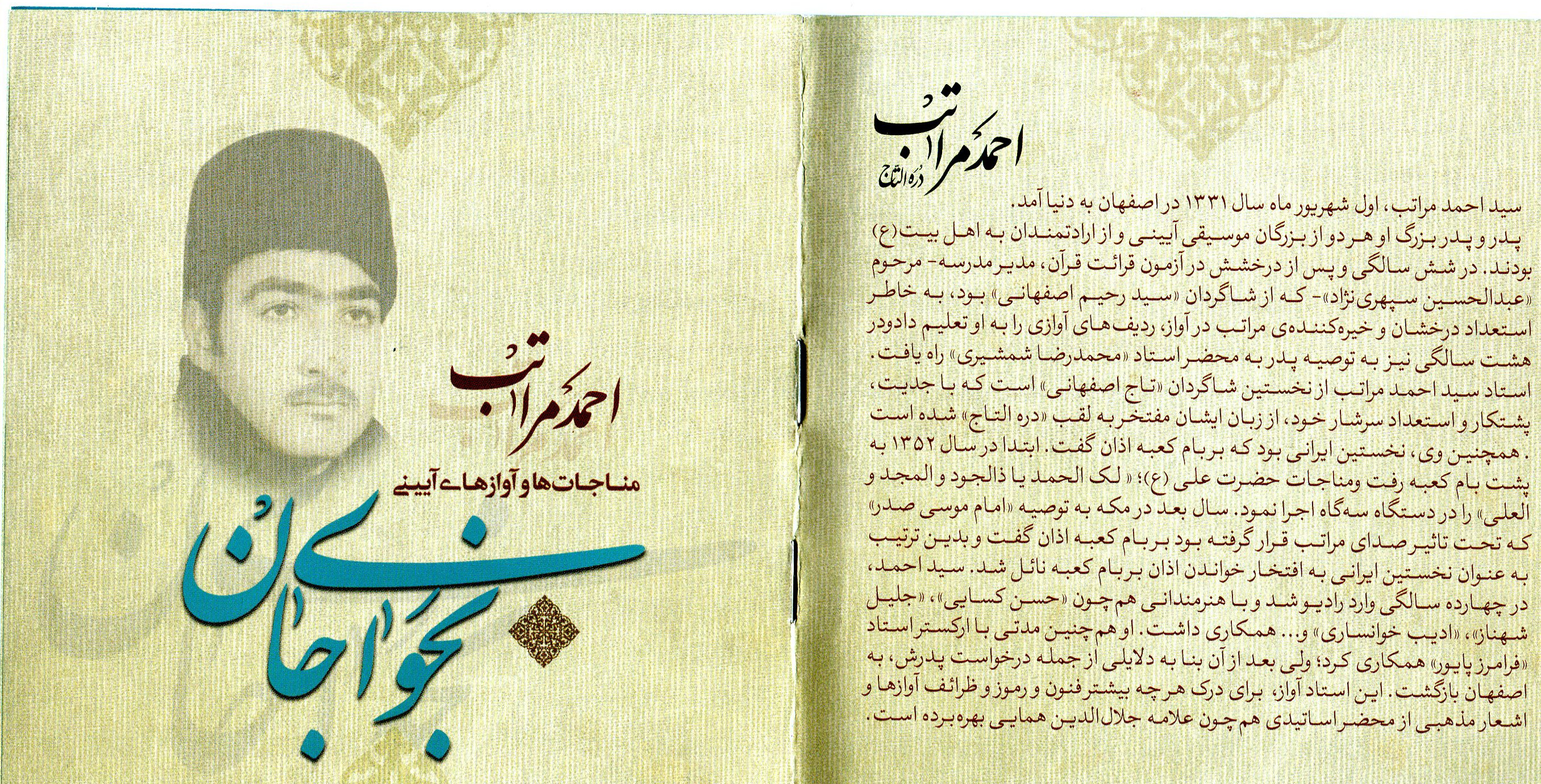
آلبومِ نجوای جان

۳- آلبومِ نغمه‌های آسمانی (مناجات‌های قدیمی۱۳۵۵)(مؤسسهٔ آوای مهربانی)
۴-خلوتِ راز (دو لوح) - صدای جمهوریِ اسلامیِ ایران-۱۳۸۹
و همچنین مقالاتِ متعدد در زمینه‌های عرفانی، ادبی و هنری در مجلات و روزنامه‌های کثیرالانتشار و چاپ برخی از اشعار در کتبِ شعری از جمله تذکرهٔ شعرای استانِ اصفهان و… از دیگر آثار منتشر شده از ایشان است.

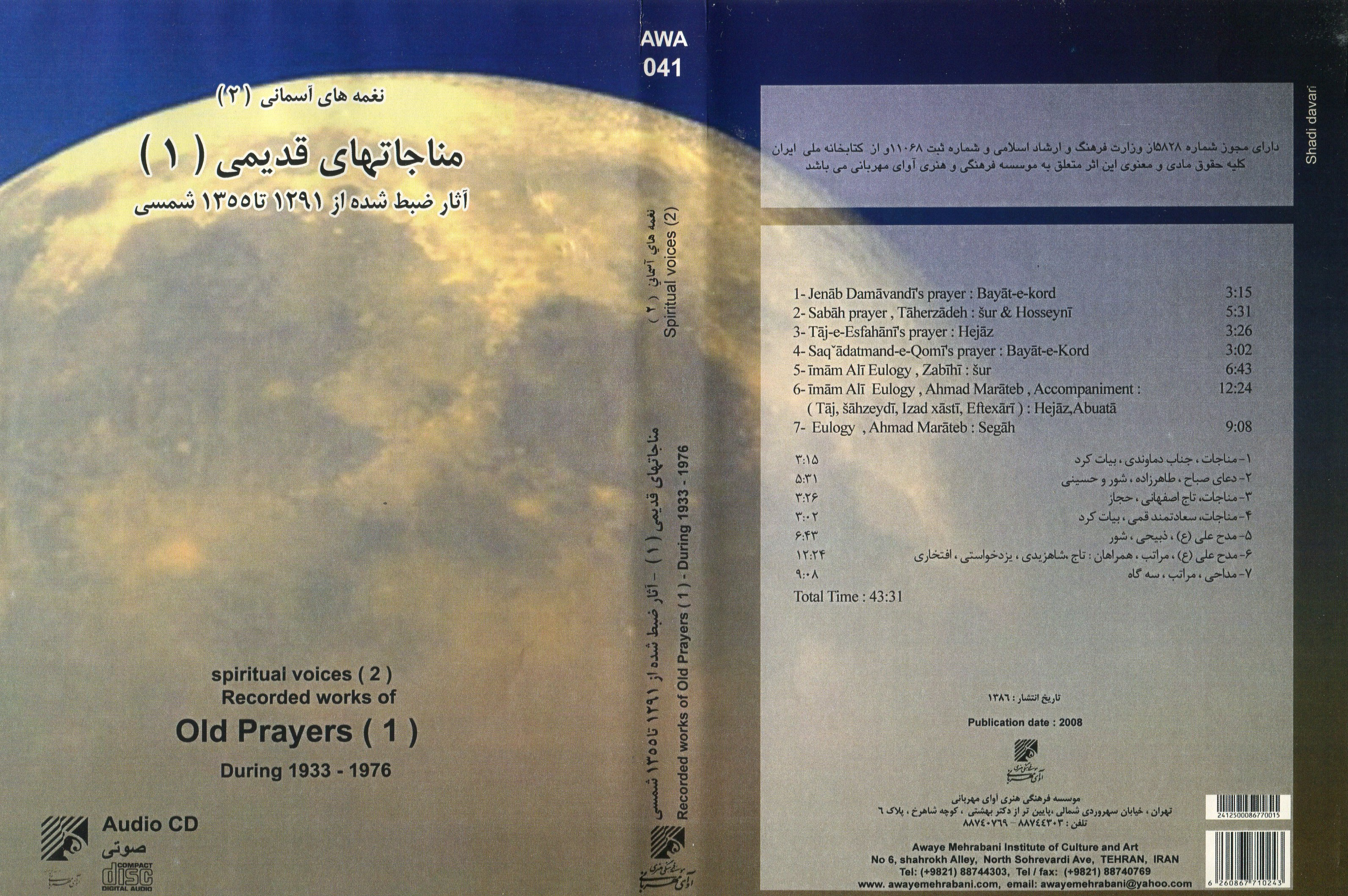
آلبومِ نغمه‌های آسمانیِ ۲

## جوایز و افتخارات
۱-دریافتِ گواهینامهٔ درجه (یک) هنری از سوی وزارتِ فرهنگ و ارشادِ اسلامی در سالِ ۱۳۹۹.

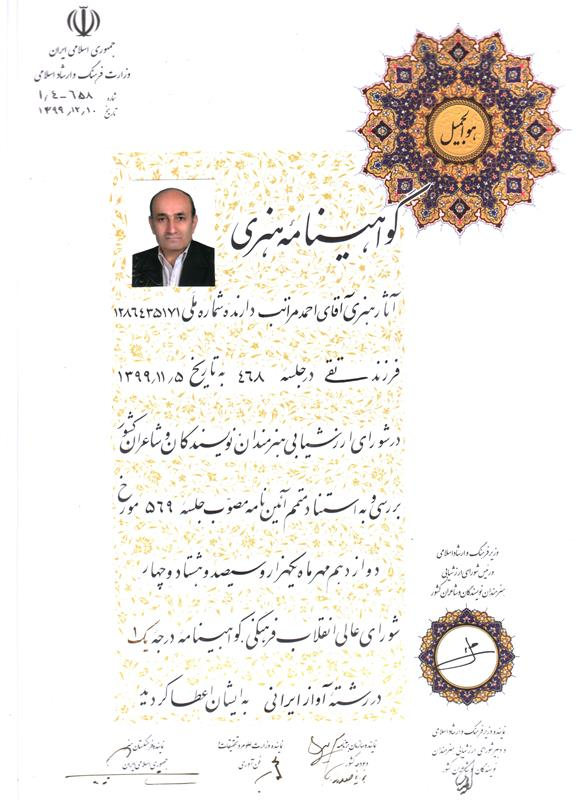
گواهینامهٔ درجه (یک) هنری

۲-ثبت و حفظِ استاد «احمد مراتب» به عنوانِ گنجینهٔ زنده بشری در زمینهٔ حفظ و آموزشِ آوازِ مذهبی بر اساسِ دستگاه‌های آوازِ اصیلِ ایرانی» در فهرستِ ملیِ «نادره‌کاران؛ حاملانِ میراثِ فرهنگیِ ناملموس» وزارتِ میراثِ فرهنگی، گردشگری و صنایعِ دستی و همچنین سازمانِ جهانیِ یونسکو در سالِ ۱۴۰۰.

## درگذشت و آرامگاه
احمد مراتب در 4 آذر 1403 خورشیدی در اصفهان درگذشت و در گورستان تخت فولاد (تکیه سیدالعراقین)، در کنار هنرمندان نامدار ایرانی جلال تاج اصفهانی و حسن کسایی به خاک سپرده شد.

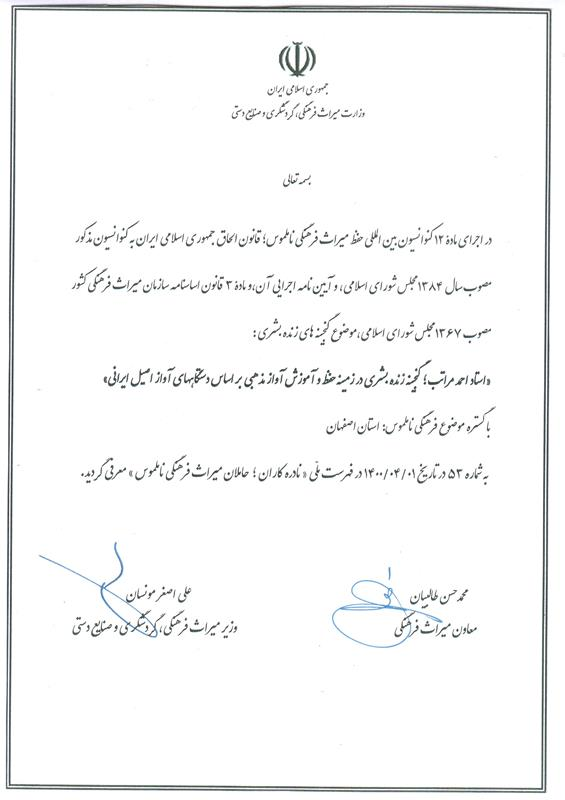
گواهینامهٔ ثبتِ وزارتِ میراثِ فرهنگی و سازمانِ جهانیِ یونسکو